# Томсеноліт
Томсеноліт — мінерал, водний алюмофлуорид натрію і кальцію острівної будови. Названий за прізвищем данського  фізика Ю.Томсена (J.Thomsen), J.D.Dana, 1868.

## Опис
Хімічна формула: NaCa[AlF6]•H2O. Склад у %: Na — 10,36; Ca — 17,99; Al — 12,17; F — 51,39; H2O — 8,09. Сингонія моноклінна. Призматичний вид. Форми виділення: призматичні кубоподібні і таблитчасті кристали, опало- і халцедоноподібні кірочки, сталактити. Спайність по (001) досконала, по (110) добра. Густина 2,98. Тв. 2,0. Колір безбарвний до білого. Блиск скляний. На площинах спайності перламутровий полиск. Прозорий до напівпрозорого. Крихкий. Продукт вивітрювання кріоліту. Рідкісний.

## Розповсюдження
Знахідки: Івіґтут (Ґренландія), Міас, Ільменські гори (РФ), Пайкс-Пік, шт. Колорадо (США).